# Lisaardvlo
De lisaardvlo (Aphthona nonstriata) is een keversoort uit de familie bladkevers (Chrysomelidae), die tot de tribus Alticini behoort. De wetenschappelijke naam van de soort werd in 1777 gepubliceerd door Johann August Ephraim Goeze. De soort komt van nature voor in Europa en Klein-Azië, een groot deel van het Midden-Oosten, Centraal-Azië en China.

## Beschrijving
De kever is 2,5-3,0 mm lang en heeft een donkerblauwe of groene kleur, soms met een zwakke bronzen reflectie. De vrouwtjes zijn over het algemeen breder en hebben meer afgeronde dekschilden. De bolvormige vertex is fijn gepunkteerd. De antennen hebben elf segmenten. De segmenten twee en drie zijn gelig en de anderen zijn donkerbruin. De groef tussen de antennen is breed en vlak. Het gladde en glanzende pronotum is ongeveer twee keer zo breed als lang. Het scutellum is zwart. De dekschilden zijn verspreid gepunkteerd. De poten zijn geel met roodbruine tot donkerbruine dijen. Dankzij een veermechanisme (de "metafemorale veer") in de sterk ontwikkelde dijen van de achterste poten kunnen de kevers, typisch voor de meeste aardvlooien wegspringen bij gevaar.

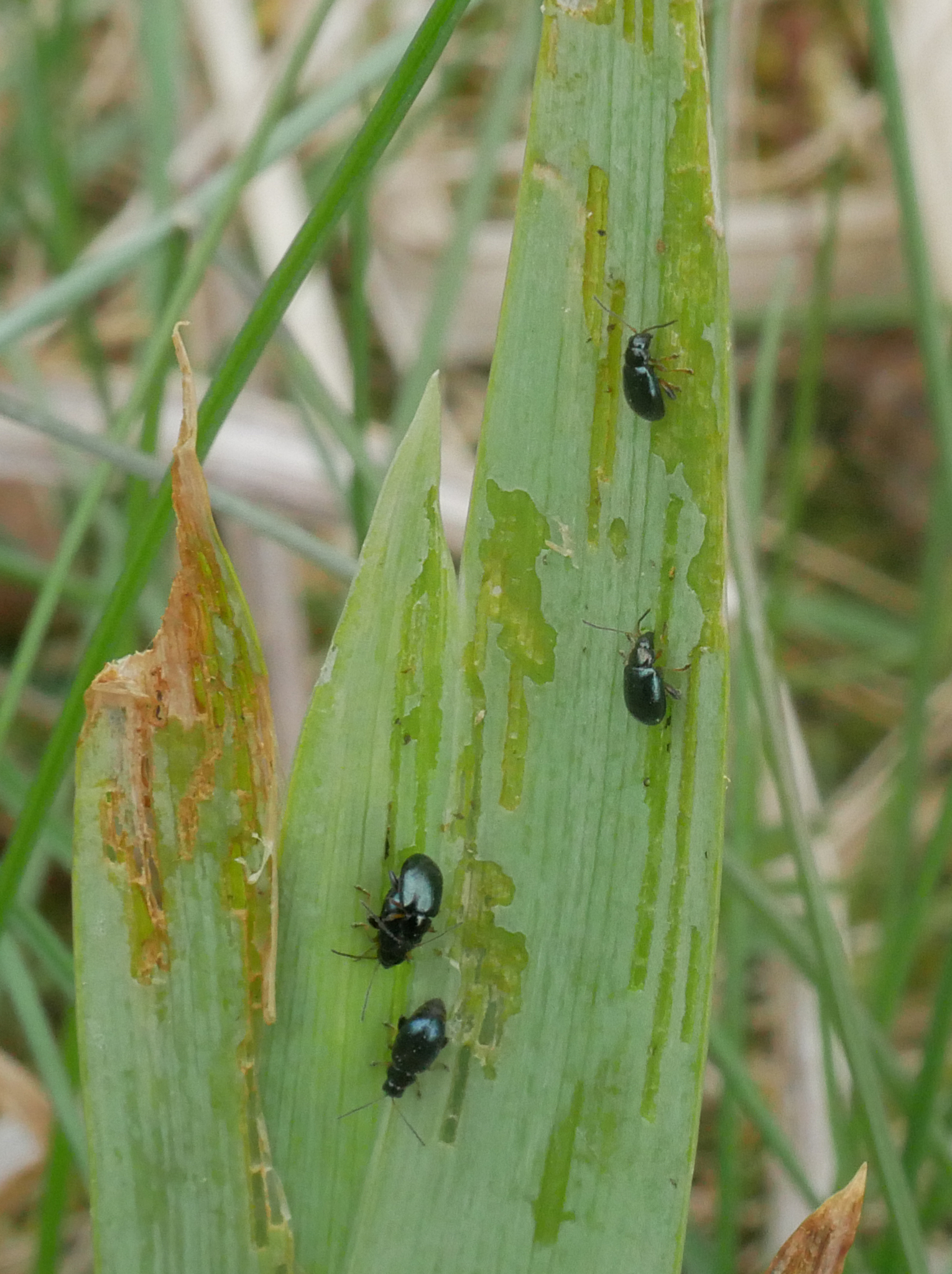
Kevers met vreterij aan het blad

## Levenswijze
Er is één generatie per jaar. De kevers overwinteren tussen bladafval, mos en graspollen. Vanaf maart en april verschijnen de kevers. De kevers vreten van de bovenlaag van de bladeren. Deze kevers blijven de hele zomer aanwezig naast de nieuwe generatie. Na de paring leggen de vrouwtjes de eieren op de bladeren. De larven komen uit de eieren vanaf eind mei en leven in de bladeren, waarbij ze lange mijnen naar de bladpunten graven. Na ongeveer een maand verpoppen ze in de grond. De nieuwe generatie kevers verschijnen vanaf juli tot september of oktober, waarna ze in winterrust gaan.

## Waardplant
De waardplant is de gele lis.